# The Queen Is Dead
Albums de The Smiths
Meat Is Murder
(1985) The World Won’t Listen
(1987)
The Queen Is Dead est le troisième album studio du groupe de rock anglais The Smiths. Sorti le 16 juin 1986 au Royaume-Uni par Rough Trade Records et le 23 juin 1986 aux États-Unis par Sire Records, il a passé 22 semaines dans le UK Albums Chart, culminant à la deuxième place. Il a également atteint la 70e place du Billboard 200 américain et a été certifié disque d'Or par la RIAA à la fin des années 1990.
Le titre provient du roman Last Exit to Brooklyn d'Hubert Selby, Jr.
La photo de la pochette est une photo d'Alain Delon tirée du film l'Insoumis (1964).
L'album débute par la chanson Take Me Back to Dear Old Blighty extraite du film La Chambre indiscrète.
L'album a été produit par Morrissey et Johnny Marr, travaillant principalement avec l'ingénieur du son Stephen Street, qui avait conçu l'album du groupe en 1985, Meat Is Murder.
En 1996, le magazine Les Inrockuptibles célèbre le dixième anniversaire de la sortie de cet album par la publication d'un album de reprises : The Smiths Is Dead, où les titres de l'album sont repris par des groupes britanniques du moment.
L'album est cité dans l'ouvrage de référence de Robert Dimery « 1001 albums qu'il faut avoir écoutés dans sa vie ».

## Titres
1. The Queen Is Dead
2. Frankly, Mr. Shankly
3. I Know It's Over
4. Never Had No One Ever
5. Cemetry Gates
6. Bigmouth Strikes Again
7. The Boy with the Thorn in His Side
8. Vicar in a Tutu
9. There Is a Light That Never Goes Out
10. Some Girls Are Bigger Than Others